# الغارة الجوية المصرية على تل أبيب
في 18 مايو 1948، قصفت القوات الجوية الملكية المصرية محطة الحافلات المركزية القديمة في تل أبيب بعد أربعة أيام من إعلان استقلال إسرائيل، مما أسفر عن مقتل 42 شخصًا.
وقع الهجوم خلال حرب 1948 العربية الإسرائيلية وسط حملة قصف شنتها القوات المصرية في تل أبيب أسفرت عن مقتل 150 شخصًا إجمالاً. وقع القصف في 18 مايو عندما شنت طائرات مصرية من طراز C-47 هجومًا على محطة الحافلات، التي كانت مكتظة بالركاب في ذلك الوقت ذكرت صحيفة فلسطين بوست أن "قنبلة متشظية تزن 50 رطلاً" هزت المبنى. قُتل 42 شخصًا إجمالاً، من بينهم أربعة أعضاء في شركة دان للحافلات أصيب أكثر من 100 شخص.
تضررت محطة الحافلات بشكل كبير جراء الانفجار، الذي كان أيضًا أعنف هجوم من نوعه شنته القوات الجوية المصرية. استشاط العديد من الإسرائيليين، وخاصة سكان تل أبيب، غضبًا من الحادث ودعوا القوات الجوية الإسرائيلية إلى قصف مصر ردًا على ذلك. أقنع القصف أيضًا العديد من الطيارين، بما في ذلك لو لينارت، بالانضمام إلى الحرب نيابة عن إسرائيل.